# Психологија индивидуалних разлика
Психологија индивидуалних разлика или диференцијална психологија проучава начине на које се појединци разликују у свом понашању и процесе који су у његовој основи. Ово је дисциплина која развија класификације (таксономије) психолошких индивидуалних разлика. Разликује се од других аспеката психологије по томе што, иако је психологија наизглед студија о појединцима, савремени психолози често проучавају групе или покушавају да открију опште психолошке процесе који се примењују на све појединце. Ова посебна област психологије је први пут названа и још увек је задржала назив „диференцијална психологија“ од стране Вилијама Штерна у својој књизи (1900).
Док су истакнути психолози, укључујући Стерна, навелико заслужни за концепт индивидуалних разлика, историјски записи показују да је Чарлс Дарвин (1859) први подстакао научни интерес за проучавање индивидуалних разлика. Његово интересовање је даље пратио његов полурођак Френсис Галтон у покушају да квантификује индивидуалне разлике међу људима.
На пример, у процени ефикасности нове терапије, средњи учинак терапије у једној терапијској групи може се упоредити са средњом ефективношћу плацеба (или добро познате терапије) у другој, контролној групи. У том контексту, разлике између појединаца у њиховој реакцији на експерименталне и контролне манипулације се заправо третирају као грешке, а не као занимљиви феномени за проучавање. Овај приступ се примењује јер психолошка истраживања зависе од статистичких контрола које су дефинисане само за групе људи.

## Циљ
Диференцијална психологија је психолошка дисциплина настала на крају 19. и почетку 20. века, чијим се оснивачем сматра Вилијам Штерн, која има за циљ да психометријским методама и техникама објективно и прецизно утврди индивидуалне разлике међу људима у погледу физичких, психофизичких и менталних способности, као и димензија личности (сензорна осетљивост, брзина реакције, способност опажања, памћења, обима пажње, моторичка спретност, неуротичност...). Ослања се на налазе већег броја фундаменталних психолошких дисциплина. Главни проблеми којима се она бави су порекло (наследни и средински чиниоци), природа, врсте, обим и последице индивидуалних и групних разлика (према полу, раси, друштвеној припадности) у погледу извесних психолошких атрибута и понашања личности. На основу измерених индивидуалних разлика могуће је направити психограф. Психолошки профили и друга сазнања диференцијалне психологије успешно се примењују у психологији рада, клиничког, педагошкој, војној...

## Методологија
За проучавање индивидуалних разлика, психолози користе различите методе. Метод је упоређивање и анализа психологије и понашања појединаца или група у различитим условима средине. Корелацијом уочених психолошких и бихејвиоралних разлика са познатим пратећим окружењима, могу се испитати релативне улоге различитих варијабли у психолошком и бихевиоралном развоју. Психофизиолошки експерименти на људима и другим сисарима укључују ЕЕГ, ПЕТ скенирање, МРИ, функционалну магнетну резонанцу, неурохемијске експерименте са неуротрансмитерима и хормонским системима, кофеином и контролисаним лековима. Ове методе се могу користити за претрагу биомаркера конзистентних, биолошки заснованих образаца понашања (особине темперамента и симптоми психијатријских поремећаја). Други скупови метода укључују експерименте понашања, да се види како се различити људи понашају у сличним окружењима. Експерименти у понашању се често користе у психологији личности и социјалној психологији и укључују лексичке методе и методе самоизвештавања где се од људи тражи да попуне папирне и компјутерске формуларе које припремају психолози.

## Психолози и научници у овом пољу
- Рејмонд Кател
- Ханс Ајзенк
- Клод Роберт Клонинџер
- Џој Пол Гилфорд